# 二ノ国II レヴァナントキングダム
『二ノ国II レヴァナントキングダム』（にのくにツー レヴァナントキングダム）は、レベルファイブより2018年3月23日に発売されたPlayStation 4およびPC（Steam）用ゲームソフト。
『漆黒の魔導士』や『白き聖灰の女王』など『1』の世界とはパラレルであり、主人公を初めとするほぼ全ての要素が一新。バトルも自由度が高まっている。
基本的には前作をプレイしていなくても楽しめるが、ストーリー中での細部の要素や一部のメインキャラクターの衣装、大型ダウンロードコンテンツ第二弾である『魔法使いの本』は前作の要素が詰め込まれているため、プレイしているとより楽しめる仕様になっている。
2021年9月16日、DLCを全て収録したNintendo Switch版『二ノ国II レヴァナントキングダム All In One Edition』を発売。2023年3月21日には、Xbox One、Xbox Series X/S、PC（Microsoft Store）向けに配信された。

## 概要
レベルファイブが2010年より展開しているオリジナルIPのファンタジーRPG『二ノ国』の続編。PS4版はレベルファイブ初の同プラットフォーム向けタイトルとなる。
前作のアニメーション監督を担当した百瀬義行が本作のキャラクターデザインを担当した。なお、『1』で観られた手描きアニメーションパートは撤廃されている。
PS4でのフレームレートは60fpsで、上位モデルである『PS4 pro』では映像をより美麗な状態で観ることができる。
2015年12月6日に北米・サンフランシスコで開催された「PlayStation Experience 2015」にて発表された。2017年12月13日に発売予定日が、2018年1月19日から同年3月23日に変更された。

## あらすじ
二ノ国の主要国家の一つであるゴロネール王国。国王ラウゼオの突然の死により、息子である「エバン・ドリスファン・ニャンダール」は13歳にして王位継承をすることとなる。しかしその日はラウゼオを初めとするニャウ族に反旗を翻すためのクーデターが起こる日でもあった。
一方、A国の若き大統領である「ロウラン・クライン」は車での移動中に、飛来したミサイルを受け瀕死の状態となる。その時、謎の光に包まれ二ノ国へ転移。その先はエバンの自室であり、ロウラン自身の外見も実年齢である48歳から20歳まで若返っていることが判明。
エバンとロウラン、そしてエバンの侍女であり親衛隊隊長のアルフィニーと共にゴロネール王国から逃げようとするものの、アルフィニーは敵からの致命傷を負い、命を落とす。彼女の遺言と、ロウランが二ノ国で生きていくことを決意した所から旅は始まる。
道中で出会った空賊の長・ガットーとその義理の娘・シャーティー、海に囲まれ閉鎖的なシーラザラカンの執政官・セシリウスや科学技術により発展した国家型企業グランリーフのチーフエンジニア・シャリア、エバンの王国の守護神であるポンゴたちも加わり、合計6人+一体をメインとして物語は進行していく。
9章構成となっており、2章〜8章まで毎の基本的な流れは、問題の発生や提起→解決に向けてのアプローチ→問題の解決、他国との同盟締結→エバンと夢の中の少年による対話となっている。
なお、一部の章においては守護神の住む玉神塚までの道のりがダンジョンとなっていたり各国の暴走した守護神がボスとして立ち塞がることもある。

## 登場キャラクター
本編では6人のキャラクターをプレイアブルキャラクターとして操作可能である。バトルにおいては3人しか参加できないものの、参加しないキャラクターにも経験値は数割入るためレベルは上がっている。なお、キャラクター毎に装備できる武器は決定している。それぞれに最低4種類のコスチュームが用意されているが、女性陣はスカートの中も作り込まれている。エバン、ロウラン、シャーティーについては無料DLCにて追加衣装も配信されている。
エバン・ドリスファン・ニャンダール
声 - 志田未来
本作の主人公。彼自身が作り上げた王国「エスタバニア」の国王である13歳の少年。主人公ではあるが、加入タイミングは2章からである。ミャウ族とジン族のハーフであるため、彼にはネコ耳もといミャウ耳としっぽが生えている。心優しく、頭も良いが内にこもった性格であるため、王としての素質を疑われていた。父親である先王ラウゼオが死去し、本来はゴロネール王国の国王となるはずだったが、クーデターにより国を追われた。そのため、「誰もが笑っていられる国を作りたい」という願いのため、二ノ国を統一し自分の王国を作ることを決意する。普段は気弱な部分もあるが、物語が進んでいくにつれて大勢の人に堂々とスピーチをするまでに成長していく。
使用武器は剣と杖。剣による物理攻撃の他に、炎 / 水 / 光属性の魔法による攻撃や補助を幅広く行う。光属性の魔法はエバンしか使うことができないため、同じく魔法による戦闘を得意とするセシリウスと対極をなす部分も存在する。
ロウラン・クライン
声 - 西島秀俊
本作におけるもう一人の主人公。現実世界である一ノ国からの来訪者。一ノ国では、48歳の若き某国大統領として国民の支持を集めていたが、敵国からのミサイルに倒れ二ノ国に転移した。その際、身体が大きく若返り、20歳の若者として行動することとなる。堂々としており、その上頭の回転も速く、知略にも長けている。正義感も強く、凛々しいなど非の打ちどころがほぼないと評される。エスタバニア建国時から大統領としての政治経験を活かし懸命に国を支えていく役割を担い、エスタバニアの国民リストなども彼の製作である。
エスタバニアでは「首席執政官（主席執政官とも表記される）」として政治を進める。キングダムモードにおいての通貨「キングダムゴールド（以下、KG）」を回収する際、金額に応じて様々な反応を見せる。金額によっては驚きを見せることもある。サブクエストや城内での会話、そしてストーリー内にて、彼の過去を垣間見ることができる。
彼の執政官衣装の提案者はシュバイガー。黒と紫が使われた高貴かつスタイリッシュなロングコートと手袋により、執政官の威厳を醸し出すコスチュームとなった。
使用武器は剣と銃。
シャーティー
声 - 門脇麦
2章にて初登場し、同章で加入する。後述する空賊の頭領「ガットー」の養女。豪快な親分肌の彼に育てられているためか、大変男勝りで快活明朗な性格をしている。ピンクよりの赤髪をおさげと後ろで合流させる二本の三つ編みで纏めている。
エバンたちとは、風蛇の谷にて2人を殺すことを止めさせたことで出会う。「お頭（ガットー）は話が通じる人だから心配しないで」などのセリフからもわかる通り、義父であるガットーへの信頼も厚い。ガットーに対して意見も言うことができ、バカオヤジと呼ぶことも少なくない。
実は可愛いものが好きだが、「自分のキャラではない」としてガットーの手前表には出していないなど、男勝りながらも年頃の少女らしい一面もある。彼女のリーフブックの記事を見ると、機械慣れしていなかった彼女の適応の速さも垣間見ることができる。エスタバニアでの役職は特に作中にて表記はない。しかし彼女の衣装の中には「王妃のドレス」が存在している。
彼女のドレスの提案者はハルキュオナ。プロポーズ衣装を覗けば露出度はやや低いながらもピンクを主色にしているため可愛らしさと優美さを兼ね備えたドレスとなる。
使用武器は槍と弓。
ガットー
声 - 吉田鋼太郎
2章にて初登場。加入は3章の最初。二ノ国全域で「天空の毒蛇」の異名で恐れられる、空賊の頭領。風蛇の谷を縄張りとしており、アジトをそこに構えている。生粋の親分肌であり、豪胆な性格。空賊たちからの人望は厚く、「お頭」と呼ばれ慕われている様子。エスタバニアでは、「軍事大臣（国防大臣とも表記されている）」として、国防や軍事を任されている。シャーティーとの血縁関係はなく、彼女が赤ん坊の時に危篤状態にあるシャーティーの母親の荷物を拾ってきてしまったことから、ガットーが育てることとなった。
「一人のために多数を犠牲にすることはできない」という理由でワイバーンに攫われたシャーティーを見捨てようとする、部下の証言と自身の目撃証言、そして資材の数の狂い方という裏付けをきちんと取ってからロウランに追及するなど、切れ者の一面を覗かせることもある。しかし、ゴールドパウンドにおいてはエバンより盛大に賭け事に負け、丸々と太ったシャッキントリを従える、7章においてはその直情的な性格を信頼され、ロウランの弾劾役を知らず知らずの内に任されるなど、ストーリーにおいてはそれ以外の面が目立つ。
彼の大臣衣装の提案者はジェラルド。平均的に露出度が高いものが多い彼のコスチュームの中では、唯一露出面積が低いものとなっている。
使用武器は斧と弓。
ハムナル・ナハル・デルグナ
声 - 黒田崇矢
蛇の面をつけた謎の男。「魔瘴気」を操り各国を混乱に陥る。国王と国民の絆の証「神玉旋」を集めている。その正体は古代の魔法王国アラグリアの王であり、ロウランと魂を共有している。彼の真の目的はアラグリアの復活と守護神アリシアノルスを救うことであり、決して私利私欲のためではなく、自らの信念の基で行動していた。

## スタッフ
- ストーリー、ゼネラルディレクター - 日野晃博
- キャラクターデザイン - 百瀬義行
- 音楽 - 久石譲
- エンディングテーマ - 「希望の未来」
  - 作曲・編曲 - 久石譲
  - リズムアレンジ - ガブリエル・プロコフィエフ、松浦晃久、久石譲
  - ヴォイス - 麻衣